# بيت الورد (المحويت)

تعديل مصدري - تعديل

بيت الورد هي إحدى قرى عزلة الوسط بمديرية المحويت التابعة لمحافظة المحويت، بلغ تعداد سكانها 252 نسمة حسب تعداد اليمن لعام 2004.